# Миметическая теория
Миметическая теория предложена франко-американским антропологом, социологом и теоретиком литературы Рене Жираром. Представляет собой общую теорию человеческих отношений, возникновения общества и культуры. Концепция получила распространение в европейских странах, главным образом во Франции и Австрии, а также в США.

## Основные принципы
Разработка концепции началась в пространстве литературы, в работе «Ложь романтизма и правда романа» (1961), где Жирар заявляет о том, что желание лишено автономности, будучи спровоцированным моделью или образцом, выступающим также и соперником для желающего. Далее, оттолкнувшись от литературы, но не порвав с ней, Жирар придаёт своей теории всё более трансдисциплинарный характер, привлекая для исследования миметического механизма материалы культурной антропологии и этнологии, мифологии и христианской экзегетики, а также естественных наук для иллюстрации особенностей миметизма и, начиная с работы «Насилие и священное» (1972), выстраивает дискурс, по сути, истории насилия, основой и зачатком которого является желание. 
Институализирующее или учредительное насилие рассматривается Жираром в качестве непосредственного результата действия миметического механизма, ядром которого является идея подражания. Идея, по словам Жирара, достаточно древняя, однако следствия её, возможно, были поняты не до конца. Свойство человека подражать определённому образцу и, более того, иметь сопернические отношения с образцом подражания, закладывается Р. Жираром в основу культуры и социального вообще. Однако любой мимесис неизбежно приводит к конфликту, и его разрешение возможно лишь путём насилия. 
По этой причине в архаических сообществах, где поражающая суть миметизма была схвачена, хоть и не была ясна его природа, существовали запреты на подражание и связанные с ним соперничества (поскольку удвоенный объект, т.е. подобие, мог стать предметом магического действия или же такого конфликта, который бы спровоцировал череду внутреннего насилия) вплоть до убийства близнецов или одного близнеца из пары, но вместе с тем существовала практика жертвоприношения – заместительного насилия, которое если не снимало внутренний конфликт, то хотя бы смягчало его в результате максимально точного воспроизведения первоначального насилия (реально существовавшего в неопределимом, но не в мифическом времени) и, соответственно, первой жертвы, за счёт жертв-заместителей. 
Если же конфликт не удаётся разрешить, начинается кризис, средством разрешения которого выступает коллективное насилие в отношении единственной жертвы – козла отпущения. Коллективное насилие – это единодушное насилие, учиняемое толпой и порождённое миметическим нагнетанием; в целом процесс бессознательный и поэтому воспроизводимый в различных сообществах и по сей день. Оно позволяет снять миметическое нагнетание, привёдшее к кризису, и восстановить прежнюю конфигурацию социальных институтов, которая была нарушена во время того самого кризиса.

## Миметическое соперничество
Миметическое желание является основополагающим фактором для формирования миметического соперничества, являющегося исходной позицией развёртывания всего миметического механизма. Подражание, согласно Жирару, имеет скорее позитивную природу, являясь основным принципом научения, культуротворчества, поскольку «всякое изучение сводится к подражанию», и если люди перестанут подражать друг другу, то все культурные формы, в том числе и язык, перестанут существовать. И хотя миметическое желание более всего ответственно за насилие, учиняемое нами, без него, как это ни парадоксально, человек не был бы свободен, поскольку зафиксированное желание стало бы подобно инстинкту, человек не был бы открыт ни человеческому, ни божественному. И именно в области божественного потребность в образце, согласно Жирару, наиболее остра. 
Желание, принципиально миметичное, всегда представляет собой тройственные отношения субъекта, объекта и соперника, где позиция последнего в каждом случае требует определения, однако неизменным остаётся то, что именно соперник задаёт для субъекта желательный объект и указывает на него собственным желанием. И наоборот: субъект всегда желает объект именно постольку, поскольку его желает соперник. В такой ситуации соперник всегда выступает в качестве образца, с которого как бы срисовывается желание субъекта. Желание действительным образом «покоится» на другом, и для того, чтобы субъект возжелал желание объекта и присвоил себе это желание, необходимо, чтобы соперник сообщил объекту его ценность и обосновал её для самого субъекта. Однако желание, имплицитно содержащее препятствие – неизбежность соперничества – для субъекта, вместо того, чтобы отойти и пожелать нечто другое, по выражению Жирара, начинает упрямиться и усиливаться, всё больше имитируя желание своего образца, «соперничество порождает имитацию». 
В таком случае борьба становится необходимой, а имитация всё более усиливается вследствие этой борьбы, и только соперники до последнего стараются скрыть друг от друга и прежде всего от себя самих причину этого усиления. Подобным же образом работает миметическое желание и в качестве оправдания и легитимации желания соперника субъектом, который путём имитации обосновывает желание соперника и этим делает желание соперника ещё более интенсивным. Считается, что ярче всего мимесис присвоения и миметическое соперничество выражены у ребёнка, т.к. его поведение вообще всегда имеет за основу какой-либо образец подражания, взятый из его окружения. 
Однако, замечает Жирар, бытует иллюзия, будто бы с прохождением стадии взросления, человек перестаёт подражать. Но это далеко не так: взрослый человек чаще просто стыдится откровенного подражательства, стыдится желать по другому образцу, хотя ведёт себя так, будто он полностью удовлетворён собой и является образцом для других. Такой стыд апроприации желания Жирар связывает с боязнью обнаружения нехватки собственного бытия. Поскольку субъект полагает себя в качестве мнимо лишённого того [бытия], которым, по его мнению, обладает другой, он ждёт, когда тот придёт и своим собственным желанием укажет субъекту, что ему необходимо сделать, чтобы обрести недостающее [бытие]. И именно там, по мнению Жирара, человеческая неуверенность заметнее всего, где отсутствует нужда, но есть интенсивное желание неопределённого, некоей полноты бытия, которой, как кажется, одарён образец, а если этот образец способен желать чего-то ещё, значит, «желаемый объект способен сообщить ещё большую полноту бытия». 
Таким образом, соперничество не является результатом «случайного» столкновения двух желаний на одном объекте. Удивительным образом ни заимствующий желание, ни образец желания часто вовсе не замечают процесса заимствования: желания, но и типы поведения, навыки, вкусовые предпочтения, предрассудки – всё это, чреватое желанием, может быть перенято совершенно неосознанно. Но эта слепота по отношению к миметическим соперничествам вкупе с поощрением в себе бесконечного источника желания скрывает «идолопоклонническое обожествление ближнего, которое неизбежно связано с обожествлением нами себя самих», что рождает двойной конфликт, происходящий из этого двойного идолопоклонства, которое, как отмечает Жирар в работе «Я вижу Сатану, падающего, как молния», является главным источником насилия. 
Это осознанное, или не очень, поклонение превращается в ненависть к другому, оттого более отчаянной становится потребность в поклонении самим себе, и тем более мнится автономия от образца и видится эта образцовость в себе. Взаимное раздражение соперничающих желаний, словно зараза, рассеивается и передаётся третьим, запуская дурную бесконечность желания. По мере обострения и ужесточения миметического соперничества, антагонизм соперников начинает исчезать, стирая различия между ними. Теперь речь идёт о завершающем этапе – устремлении к крайности, которая есть не что иное, как насильственная взаимность. 
Соперничество здесь может достигать такой степени интенсивности, что соперники начинают взаимно дискредитировать друг друга: крадут друг у друга собственность и не отступают даже перед убийством. Но когда обострение доходит до того, что разрушает все свои конкретные объекты желания, то соперничество само становится объектом вожделения, становится тем, что в «Насилии и священном» Жирар называет kydos – «высшая несуществующая ставка», слава с примесью мистико-религиозного элемента, который можно трактовать как то, что присуще богам и чем они позволяют временно владеть людям, но всегда одни владеют этим за счёт других. Примирение может состояться только в результате осознания того обстоятельства, что человек может обладать идентичностью, которая заключается в том, что все люди друг другу идентичны, т.е. равны.